# Łoza (obwód zakarpacki)
Łoza (ukr. Лоза) – wieś na Ukrainie, w obwodzie zakarpackim, w rejonie chuściańskim, w hromadzie Irszawa. W 2001 liczyła 1245 mieszkańców.

## Urodzeni
- Iwan Wasz - radziecki działacz państwowy.